# Koczitowie
Koczitowie (ang. Cochiti Pueblo) – plemię Indian Ameryki Północnej z kereseńskiej grupy językowej zamieszkujące pueblo o tej samej nazwie 40 kilometrów na południowy zachód od dzisiejszego Santa Fe przez okres co najmniej 700 lat. W roku 1990 w pueblu mieszkało 666 osób.

## Historia
Koczitowie zajęli ziemie opuszczone w XIII wieku przez Anasazi w około 200 lat później i do pojawienia się Hiszpanów zamieszkiwali te ziemie wspólnie z ludem San Felipe. W roku 1598 Juan de Oñate sprowadził pierwszych osadników z Meksyku i zmusił lokalne plemiona indiańskie do płacenia podatku w naturze (zboże, bawełna). Jednocześnie zaczęły powstawać misje katolickie. Hiszpanie nazwali puebla imionami świętych i rozpoczęli budowę kościołów. W ten sposób w pueblu Cochiti powstał kościół św. Bonawentury. Hiszpanie wprowadzili także nowe uprawy – brzoskwinia, pszenica, papryka – co doprowadziło do gospodarczego rozwoju regionu. W roku 1620 władze wprowadziły administrację cywilną w każdym z puebli, przy czym oznaką władzy stał się kubek ze srebrną pokrywką, co do dzisiaj uważane jest za oznakę władzy.
W roku 1680 wybuchło powstanie Indian Pueblo (w tym także Koczitów) przeciwko Hiszpanom, którzy prześladowali wyznawców dawnych religii, sprzedawali ich w niewolę, zmuszali Indian do odrabiania pańszczyzny, a ich ziemie poddawali rabunkowej gospodarce hodowlanej, co prowadziło do erozji gruntów, a w konsekwencji do głodu. Jednym z przywódców powstania był wódz Koczitów Antonio Malacate. Indianie zabili wielu hiszpańskojęzycznych najeźdźców, ale nie wymordowali wszystkich pozwalając niedobitkom uciec do El Paso. Obawiając się kontrakcji Hiszpanów Koczitowie opuścili swe pueblo i do roku 1692 zamieszkiwali ufortyfikowane miejsce zwane Potrero Viejo. Jedynie puebla Taos, Picuris, Isleta i Acoma pozostały zamieszkane.
Hiszpanie pojawili się ponownie i odbili Santa Fe w roku 1692, ale od tego czasu ich rządy nie były już tak restrykcyjne. Nie zmuszano już Indian do niewolniczej pracy i zaczęto tolerować ich wierzenia. Generalnie wiek XVII był dla Indian Pueblo wiekiem ospy i ponawianych najazdów Komanczów, Ute i Apaczów. Zdarzało się, że walczono wspólnie (Hiszpanie i Pueblo) przeciwko koczowniczym plemionom. Zapoczątkowano też mieszane małżeństwa, co doprowadziło do wykształcenia się nowej – nowomeksykańskiej – „narodowości”.
Wiek XIX nie przyniósł większych zmian, a w latach 1920. Kongres, dokumentem Pueblo Lands Act, zagwarantował Indianom własność posiadanych przez nich ziem. W latach 1930. zbudowana niedaleko puebla tama pozwoliła na stworzenie nowych kanałów irygacyjnych i powiększenie areałów upraw Koczitów. Jednakże otwarcie kolejnej zapory w roku 1975 spowodowało znaczne straty i ponowny upadek gospodarki rolnej. W rezultacie, po II wojnie światowej Koczitowie przeszli od gospodarki agrarnej do rzemiosła artystycznego wytwarzając pamiątki dla turystów.
W dzisiejszych czasach Koczitowie są ośrodkiem zainteresowania antropologów ze względu na ich – niemal nie naruszone – wierzenia religijne.

## Religia
W kulturze Indian Pueblo religia stanowi nieodłączny fragment życia plemiennego. Słońce jest utożsamiane ze Stwórcą, który – wraz ze świętymi górami i ziemią pod stopami – zamyka cały ich świat. Wszyscy mężczyźni Koczitów należą do stowarzyszeń bóstwa katsina – istoty wyższej zamieszkującej gdzieś w górach, której oddaje się cześć podczas ceremonii w niedostępnych dla obcych kivach. W pueblu Cochiti znajdują się dwie okrągłe kivy służące do spotkań członków stowarzyszenia. Na czele stowarzyszenia stoi przywódca, zwany z hiszp. cacique, którego zadaniem jest wyznaczanie – na podstawie obserwacji słońca – dat poszczególnych ceremonii. Kacyka nie należy utożsamiać z szamanem, który używa swej wiedzy i ponadnaturalnej siły dla leczenia, zamawiania i odczyniania.

## Życie codzienne
Władzę w pueblu sprawowało zazwyczaj dwóch ludzi – wspomniany kacyk i wódz wojenny. W latach panowania Hiszpanów dochodzili jeszcze narzucani przez kolonizatorów administratorzy, a więc gubernator, jego zastępca oraz tzw. fiascales, czyli poborcy podatków.
Życie w pueblu było życiem w grupie i w bliskim kontakcie z otoczeniem, co automatycznie eliminowało indywidualistyczne podejście do rzeczywistości. Indianie Pueblo byli monogamistami, a rozwody należały do rzadkości. Dzieci wychowywano według tradycyjnych wzorców przy minimum dyscypliny. Obowiązywał podział na klany oparte na matriarchacie. Ceremoniał pogrzebowy zakładał pochówek zmarłego w jego najlepszej odzieży z ozdobami; wyposażano go też w żywność. Po pogrzebie obowiązywała czterodniowa żałoba. Pracowano w kolektywie, gdzie obowiązywał równy podział obowiązków i zysków.
W XVI wieku wykształcił się system budownictwa zakładający 3-4 piętrowe budynki z adobe. Mieszkania miały podłogi z desek, a stropy układano z belek i desek, następnie tynkowanych. Wejścia domostw wychodziły zawsze na południe. Poszczególne piętra połączone były drabinami; dla celów obronnych nie było okien. Domy otaczały centralny plac pueble, gdzie koncentrowało się życie mieszkańców.
Koczitowie byli rolnikami. Przed przybyciem Hiszpanów uprawiali głównie fasolę, kukurydzę i dynie oraz słoneczniki i tytoń. Polowali na jelenie, pumy, niedźwiedzie, antylopy i króliki. Od czasu do czasu mężczyźni wyprawiali się na wschód w celu polowania na bizony. Kobiety zajmowały się także zbiorem dziko rosnących orzechów i jagód.
Indianie Pueblo prowadzili szeroki handel wymienny. Handlowano między pueblami, z meksykańskimi wieśniakami, a nawet z Komanczami, odwiecznymi wrogami. W tym celu w lecie lub na jesieni ogłaszano zawieszenie broni i handlujący zjeżdżali w określone miejsce na kilkudniowe targi. Najczęściej miejscem tym było pueblo Taos.
Mężczyźni nosili bawełniane przepaski biodrowe i skórzane sandały; kobiety ubierały się w długie, również bawełniane, suknie i skórzane sandały lub mokasyny o wysokich cholewkach. Do produkcji odzieży używano także jelenich i króliczych skórek, a sandały często robiono z juki.